# Distretto di Yingze
Il distretto di Yingze (迎泽区S, Yíngzé QūP) è un distretto della Cina, situato nella provincia dello Shanxi e amministrato dalla prefettura di Taiyuan.